# Molenlanden
Molenlanden ist eine Gemeinde in der niederländischen Provinz Zuid-Holland, die zum 1. Januar 2019 aus der Fusion der Gemeinden Giessenlanden und Molenwaard zustande gekommen ist.

## Geografie
Die Gemeinde Molenlanden befindet sich im Osten der Provinz Zuid-Holland und liegt nur wenige Kilometer nördlich von Dordrecht. Im Norden bildet der Lek die natürliche Gemeindegrenze. Ferner sind die Provinzen Utrecht und Gelderland östlich von Molenlanden benachbart.

### Nachbargemeinden
| Ridderkerk   | Krimpenerwaard                              | Lopik                 |
| Alblasserdam | Kompassrose, die auf Nachbargemeinden zeigt | Vijfheerenlanden      |
| Papendrecht  | Sliedrecht Hardinxveld-Giessendam           | Gorinchem West Betuwe |

## Politik
Die Gemeinden Giessenlanden und Molenwaard haben sich dazu entschlossen, eine Fusion einzugehen. Über den Namen der neuen Gemeinde konnten die Bürger abstimmen. 58 % der befragten Personen entschieden sich für den Namen Molenlanden. Weiterhin standen die Möglichkeiten De Waard und Groene Waard zur Auswahl.

### Gemeinderat
Am 21. November 2018 konnten die Bürger in Giessenlanden und Molenwaard den neuen Gemeinderat wählen. Die Lokalpartei Doe mee! Molenlanden gewann die Wahl vor den Christdemokraten der CDA und der ChristenUnie sowie den Reformierten der SGP. Verlierer der Wahl war die Partei Jezus Leeft, die ihren Ursprung in Giessenburg in der Gemeinde Molenlanden hat und landesweit bei mehreren Kommunalwahlen teilgenommen hat, aber bisher nie einen Sitz erringen konnte.
Der Gemeinderat mit 27 Mitgliedern setzt sich folgendermaßen zusammen:
| Partei                  | Sitze | Sitze |
| Partei                  | 2018  | 2022  |
| ----------------------- | ----- | ----- |
| Doe mee! Molenlanden    | 7     | 8     |
| SGP                     | 5     | 6     |
| CDA                     | 6     | 5     |
| ChristenUnie            | 5     | 5     |
| VVD                     | 3     | 2     |
| Progressief Molenlanden | 1     | 1     |
| Jezus Leeft             | 0     | 0     |
| Gesamt                  | 27    | 27    |

### College van B&W
In der Legislaturperiode von 2019 bis 2022 besteht die Koalition der Gemeinde Molenlanden aus der CDA und der VVD sowie der lokalen Wahlliste Doe mee! Molenlanden. Die CDA und Doe mee! Molenlanden werden jeweils durch zwei Beigeordnete im College van burgemeester en wethouders repräsentiert, während die VVD nur einen Beigeordneten stellt. Das Kollegium wurde im Rahmen einer Ratssitzung am 2. Januar 2019 ernannt. Folgende Personen gehören zum Kollegium und verwalten folgende Ressorts:
| Funktion           | Name              | Partei               | Ressort | Anmerkung                       |
| ------------------ | ----------------- | -------------------- | --- | ------------------------------- |
| Bürgermeister      | Theo Segers       | ChristenUnie         | öffentliche Ordnung und Sicherheit, regionale Zusammenarbeit, allgemeine administrative Angelegenheiten, Kabinettsfragen und Repräsentation, Kommunikation, externe Orientierung, Vollstreckung (gemeinsames Ressort mit Arco Bikker) | seit dem 13. Januar 2020 im Amt |
| Beigeordnete       | Arco Bikker       | Doe mee! Molenlanden | Umgebung, Umweltgesetz (gemeinsames Ressort mit Lizanne Lanser), Vollstreckung (gemeinsames Ressort mit Dirk van der Borg), Müll, Erholung und Tourismus, Weltkulturerbe Kinderdijk, Camping de Put                                   | –                               |
| Beigeordnete       | Johan Quik        | Doe mee! Molenlanden | Koordination der Projekte mit mehrjährigen Investitionsprogrammen, Verwaltung und Instandhaltung öffentlichen Raumes, Mobilität, Kultur, Denkmäler und Kulturerbe, Glasfaser, Übernahme der Straßenverwaltung der Wasserbehörde       | –                               |
| Beigeordnete       | Teunis Jacob Slob | CDA                  | Energiewende, Nahrung, Natur, Umwelt und Landschaft, Klima, Wirtschaft und Arbeitsmarkt, Verteilnetzbetreiber Stedin, Chemiekonzern DuPont, Slingelandse Plassen                                                                      | –                               |
| Beigeordnete       | Lizanne Lanser    | CDA                  | Sozialwesen, dorf- und stadtgezieltes Arbeiten, Umweltgesetz (gemeinsames Ressort mit Arco Bikker) | –                               |
| Beigeordnete       | Bram Visser       | VVD                  | Finanzen und Geschäftsführung, Verwaltung und Organisation des Wohnungswesens, Sport, Subventionspolitik, gesellschaftliche Einrichtungen und Immobilien, Energieversorgungsunternehmen Eneco                                         | –                               |
| Gemeindesekretärin | Femmy Jonker      | —                    | — | seit dem 1. Mai 2018 im Amt     |

### Sitz der Gemeinde
Die Gemeinde Molenlanden soll im Rathaus von Nieuwpoort repräsentiert werden. Es soll zu festlichen Anlässen und zum Empfang von bedeutenden Gästen dienen. Der Rat der Gemeinde soll sich hingegen im Dorfhaus De Spil in Bleskensgraaf niederlassen.

## Kultur

### Sehenswürdigkeiten

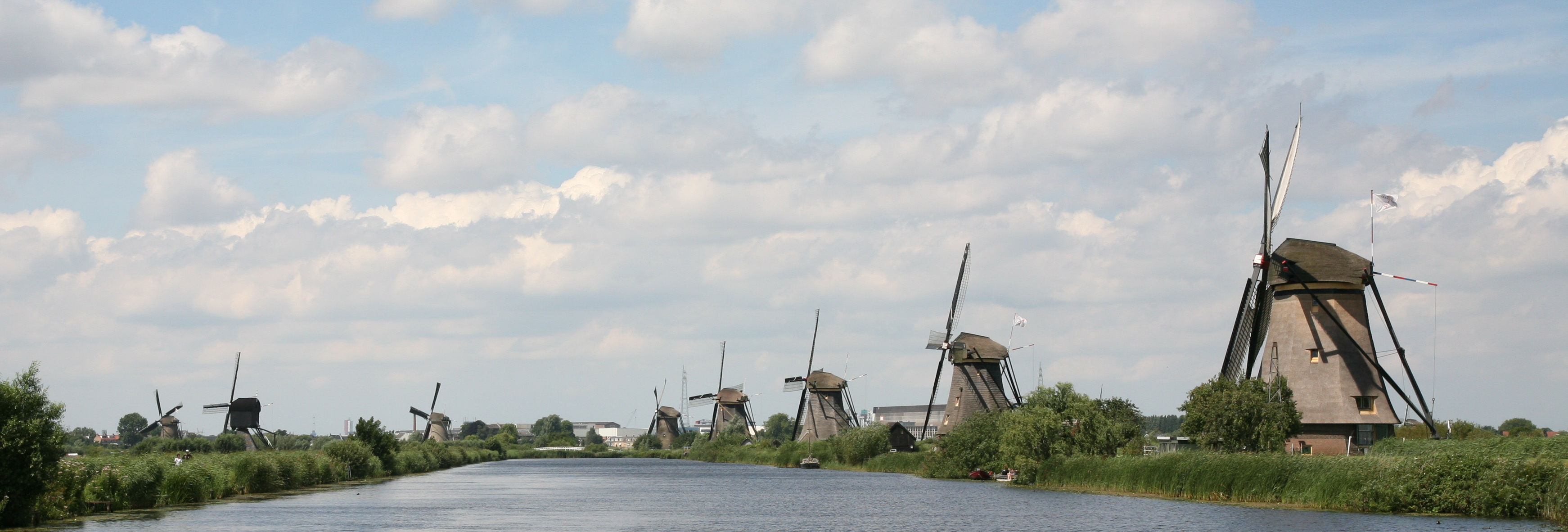
Die Mühlen von Kinderdijk

- Die Gemeinde ist weltweit bekannt für den Ort Kinderdijk und dessen Mühlen. Diese 19 Mühlen sind seit 1997 Teil des UNESCO-Welterbes und zählen zu den beliebtesten Sehenswürdigkeiten der Niederlande.